# Payasspor
Payasspor ist ein türkischer Fußballverein aus der Hafenstadt Payas der südtürkischen Provinz Hatay. Der Verein wurde 1975 gegründet und hat die Vereinsfarben Blau-Weiß.

## Geschichte

### Gründung und die ersten Jahre
Der Klub wurde 1975 unter dem Namen Payas Gençlikspor in der Hafenstadt Payas gegründet. Als Vereinsfarben wurden Blau-Weiß ausgewählt. Blau sollte dabei das Mittelmeer symbolisieren, an dem die Stadt Payas liegt und Weiß die Schaumkrone der Wasserwellen des Mittelmeeres. 1982 änderte der Verein seinen Namen in Payasspor um. 1992 wurde der Verein dann in Payas Belediyespor umbenannt, was Payas Stadtverwaltungssportverein bedeutet und die Bindung an die Stadtverwaltung andeuten soll. Mit dem Aufstieg in die Bölgesel Amatör Lig (kurz BAL), der höchsten türkischen Amateurliga, im Sommer 2012 änderte der Klub seinen Namen in Payas Belediyespor 1975 um.

### Einstieg in den Profifußball
In die Bölgesel Amatör Lig aufgestiegen, etablierte sich der Klub bereits in seiner ersten Saison, der Spielzeit 2012/13, an der Tabellenspitze und lieferte sich über die gesamte Saison mit 44 Malatyaspor ein Kopf-an-Kopf-Rennen um die Meisterschaft. Die Saison beendete die Mannschaft schließlich souverän als Tabellenerster und stieg das erste Mal in seiner Vereinsgeschichte in die TFF 3. Lig, in die niedrigste türkische Profiliga, auf. Dieser Aufstieg bedeutete auch die erste Teilnahme des Vereins am türkischen Profifußball.
Ab der Saison 2015/16 benutze der Verein wieder seinen alten Namen Payasspor.

## Ligazugehörigkeit
- 4. Liga: Seit 2013
- Amateurligen: bis 2012

## Präsidenten
| - Hüsamettin Özalp - Ahmet Gürsel - Ertuğrul Bülbül - Öztürk Çolak | - Atilla Bey - Mehmet Baştuğ - Süleyman Kel - Mehmet Ay |

## Trainer
| - Süleyman Erol - Arif Sevinç u. Selahattin Soysal - Ertuğrul Bülbül - Aydın Kal - Beyazıt Kelleci - Nail Kılıçarslan - Eşref Dönmez | - Ergül Dönmez - Sezai Hoca - Şinasi Hoca - Mümtaz Bereket - Dede Kaplan u. Abdülkadir Yiğit - Oğuz Karaahmetoğlu - Derman Gözükara |